# Ariodante
Ariodante – trzyaktowa opera seria Georga Friedricha Händla do anonimowego libretta stanowiącego adaptację libretta Antonia Salviego Ginevra, principessa di Scozia (Pratolino, 1708), opartego na pieśniach 4–6 poematu Orlando furioso Ludovico Ariosto. Händel skomponował operę w okresie od sierpnia do października 1734, a jej premiera miała miejsce 8 stycznia 1735 na scenie Covent Garden w Londynie.

## Tło
Opera powstała w bardzo trudnym dla Händla okresie. W 1733 jego zespół opuściły największe gwiazdy jak sławny kastrat Senesino i uwielbiana Francesca Cuzzoni Cuzzona, którzy przeszli do zespołu konkurencyjnej Opery Arystokratycznej (The Opera of the Nobility), zaś w 1734 utracił scenę operową King’s Theatre, Haymarket, również przejętą przez Operę Arystokratyczną. Opera Ariodante została wystawiona na deskach Covent Garden z zupełnie nową trupą śpiewaków.

## Wykonawcy
W tytułowej partii Ariodanta wystąpił dysponujący dwuoktawowym mezzo-sopranem kastrat Giovanni Carestini. W roli Ginevry towarzyszyła mu Anna Maria Strada del Pó La Stradina, jedyna gwiazda dotychczasowego zespołu, która nie opuściła Händla. Partię Lurcania wykonywał angielski tenor John Beard, partię Dalindy sopran Cecilia Young, partię Polinessa – kontralt Maria Caterina Negri, zaś partię Króla – bas Gustavus Waltz.

## Balet
O wyjątkowości Ariodante w operowym dorobku kompozytora świadczy obecność baletu. Händel miał do dyspozycji trupę francuskich tancerzy, na czele której stała Marie Sallé. Wykorzystując to Händel wprowadził do opery elementy baletowe, nawiązując w ten sposób do tradycji francuskiej. I tak akt I kończy balet pasterzy i nimf świętujących zaręczyny i przyszły ślub Ginevry i Ariodante, akt II – pochód i walka mar sennych i widziadeł dręczących Ginevrę, akt III – balet z okazji zaślubin Ariodante i Ginevry oraz Lurcania i Dalindy.

## Libretto
- Ariodante – libretto we włoskim oryginale. karadar.com. [zarchiwizowane z tego adresu (2008-05-21)].
- Ariodante – libretto, tłumaczenie polskie
- Ariodante – krótkie streszczenie w języku polskim